# Sylvia Ströher
Sylvia Ströher (* 1955) ist eine deutsche Kunstsammlerin.

## Leben
Sylvia Ströher ist Enkelin von Georg Ströher, der 1891 als zweiter Sohn des Wella-Gründers Franz Ströher geboren wurde. Sylvia Ströher gehört laut Forbes Magazine zu den 50 reichsten Deutschen. Das US-amerikanische Unternehmen Procter & Gamble kaufte Wella 2004; die Angaben des Kaufpreises schwanken zwischen 5,6 Milliarden Euro und 6,5 Mrd. €. Davon erhielten die Erben rund 3,2 Milliarden Euro.
Ströher ist mit dem ehemaligen Krankenpfleger Ulrich Ströher verheiratet, beide haben ein Kind. Ulrich und Sylvia Ströher besitzen ein Feriendomizil bei Pollença, das mit dem Anwesen von Hans-Peter Schwarzkopf das so genannte Shampoo Valley bildet.
Die Ströhers besitzen eine Kunstsammlung mit 1.500 Werken, u. a. von Anselm Kiefer, Jörg Immendorff und Georg Baselitz. Die ursprünglich 800 Werke umfassende Sammlung wurde 2005 um die 700 Werke umfassende Sammlung von Hans Grothe ergänzt und wird in Duisburg im Museum Küppersmühle für Moderne Kunst ausgestellt. Die beiden gehören damit zu den wichtigsten Sammlern deutscher Nachkriegskunst.
Sylvia Ströher ist vertretungsberechtigter Vorstand der Stiftung Informelle Kunst mit Sitz in Darmstadt; ihr Ehemann Ulrich Ströher ist Mitglied des Kuratoriums. Im August 2013 wurde bekannt, dass sie vorübergehend die Honorare der Autoren des insolventen Berliner Suhrkamp Verlags gezahlt habe. Nach der Umwandlung des Verlags in eine Aktiengesellschaft gehört sie mit Wirkung zum 10. Dezember 2015 neben Ulla Unseld-Berkéwicz und Rachel Salamander zum Aufsichtsrat des Verlags. Zum 31. Oktober 2024 schieden alle aus dem Vorstand aus.